# Lijst van presidenten van Nepal
Dit is een lijst van presidenten van Nepal.

## Geschiedenis
Het Koninkrijk Nepal bestond van 1768 tot 2008. Een massale volksopstand in 1990 maakte een einde aan de absolute monarchie door de invoering van een grondwet die de vorstelijke macht aan banden legde. Tussen 1996 en 2006 woedde de Nepalese Burgeroorlog tussen de koninklijke regering en Maoïstische rebellen die de monarchie helemaal wilden afschaffen en een republiek stichten. Aanvankelijk steunde de parlementaire oppositie de gematigde koning Birendra, maar toen die in een koninklijke moordpartij op 1 juni 2001 omkwam en werd opgevolgd door zijn broer Gyanendra, die met veel geweld, het buiten werking stellen van de grondwet en het vervolgen van de democratische oppositie trachtte de koninklijke alleenheerschappij van vóór 1990 te herstellen, werd de oppositie steeds republikeinser. In mei 2005 sloot de oppositie de Zevenpartijenalliantie, die toenadering zocht met de rebellen om samen de autocratische monarchie ten val te brengen, hetgeen lukte na massale en beperkt dodelijke straatprotesten in april 2006. Onder deze druk moest koning Gyanendra de parlementaire democratie herstellen, een heleboel bevoegdheden opgeven en de opstelling van een nieuwe grondwet toestaan, die de positie van de koning louter ceremonieel zou maken. In de interim-grondwet van januari 2007 verviel ook de ceremoniële rol van de koning en werd de monarchie voorlopig opgeschort; premier Girija Prasad Koirala van de Nepalese Congrespartij (NCP) was tijdelijk ook staatshoofd, zonder officieel 'president' te heten. Op 23 december 2007 werd door de regering beslist de monarchie af te schaffen en het land om te vormen tot een republiek. Dit is gebeurd op 28 mei 2008. Daardoor was Gyanendra Bir Bikram Shah Dev de laatste Raja van Nepal. Op 21 juli werd Ram Baran Yadav (NCP) tot eerste president van Nepal gekozen en op 23 juli legde hij de grondwettelijke eed af. Op 29 oktober 2015 werd hij opgevolgd door Bidhya Devi Bhandari van de Communistische Partij van Nepal (Verenigd Marxistisch-Leninistisch) (CPN(UML)), de eerste vrouwelijke president van Nepal.

## Presidenten van Nepal (sinds 2007)
| President | President                                      | Ambtstermijn                    | Partij                          | Partij | Verkiezing |
| --------- | ---------------------------------------------- | ------------------------------- | ------------------------------- | ------ | ---------- |
|           | Girija Prasad Koirala (1925-2010) (waarnemend) | 15 januari 2007 - 23 juli 2008  | Nepalese Congrespartij          |        |            |
|           | Ram Baran Yadav (1948)                         | 23 juli 2008 - 29 oktober 2015  | Nepalese Congrespartij          |        | 2008       |
|           | Bidhya Devi Bhandari (1961)                    | 29 oktober 2015 - 13 maart 2023 | Communistische Partij van Nepal |        | 2015       |
| 2018      | Bidhya Devi Bhandari (1961)                    | 29 oktober 2015 - 13 maart 2023 | Communistische Partij van Nepal |        |            |
|           | Ram Chandra Poudel (1944)                      | 13 maart 2023 - huidig          | Nepalese Congrespartij          |        | 2023       |